# Mythimna athesiensis
Mythimna athesiensis là một loài bướm đêm trong họ Noctuidae.